# Acoris

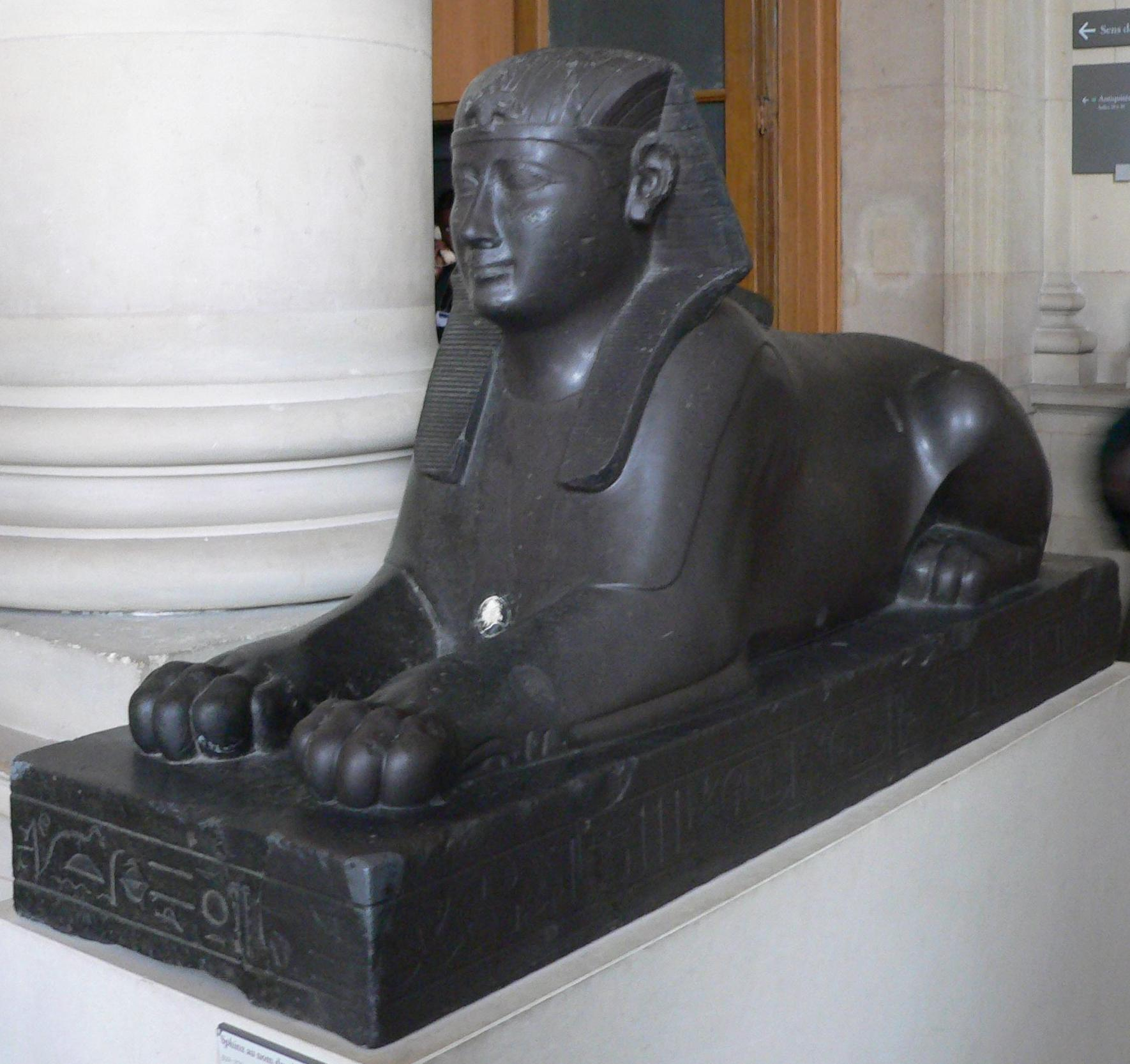
Esfinge com o nome de Hakor

Hakor (? — 380 a.C.) foi um faraó da XXIX dinastia egípcia que governou entre 393 e 380 a.C. É também conhecido pela versão grega do seu nome, Acoris.
Foi o sucessor de Psamutis (ou Pacherienmut), o qual derrubou, apresentando-se como neto de Neferités I, fundador da XXIX dinastia.
Realizou uma aliança militar com o rei Evágoras de Chipre.Após a rendição de Evágoras aos persas, Hacor se aliou ao comandante da frota persa, Glos, casado com uma filha de Tiribazo, o comandante anterior, que havia sido preso.
Após montar uma grande força de mercenários, e sem dispor de quem a comandasse, Hacor trouxe o ateniense Cábrias para comandar suas forças. Farnabazo, general dos exércitos persas, protestou com Atenas, lembrando da aliança da Pérsia com Atenas; Atenas chamou Cábrias de volta e enviou Ifícrates como aliado dos persas.
Realizou uma vasta obra construtora no Egito, nomeadamente em Carnaque (uma capela), em Medinet Habu (um quiosque) e em Nequebe (uma sala hipostila).
Foi talvez sepultado em Sacara, tendo sido sucedido pelo seu filho, Neferites II, que apenas reinou durante alguns meses já que foi assassinado por Nectanebo I da XXX dinastia.

## Titulatura
| nswt&bity |

| nswt&bity |

|             |     |    |
| \| \| \| \| |     |    |
|             |     |    |
| N5          | C10 | W9 |

| N5 | C10 | W9 |

|             |     |    |
| \| \| \| \| |     |    |
|             |     |    |
| N5          | C10 | W9 |

| N5 | C10 | W9 |

|             |     |    |
| \| \| \| \| |     |    |
|             |     |    |
| N5          | C10 | W9 |

| N5 | C10 | W9 |

|             |     |    |
| \| \| \| \| |     |    |
|             |     |    |
| N5          | C10 | W9 |

| N5 | C10 | W9 |

| G39 | N5 | \| \| |
|     |    |       |

|  |

| G39 | N5 | \| \| |
|     |    |       |

|  |

|          |          |
| \| \| \| |          |
|          |          |
| O4 · V31 | E23 · Z1 |

| O4 · V31 | E23 · Z1 |

|          |          |
| \| \| \| |          |
|          |          |
| O4 · V31 | E23 · Z1 |

| O4 · V31 | E23 · Z1 |

|          |          |
| \| \| \| |          |
|          |          |
| O4 · V31 | E23 · Z1 |

| O4 · V31 | E23 · Z1 |

|          |          |
| \| \| \| |          |
|          |          |
| O4 · V31 | E23 · Z1 |

| O4 · V31 | E23 · Z1 |